# Simon Bernsteen
Simon Carl Gustav Bernsteen (15. februar 1850 i København - 13. november 1920 i Vanløse, begravet i Rødovre) var en dansk bogtrykker. Hans morfar var filologen Simon Meisling.
Bernsteen var oprindelig udlært som handskemager, men under en arbejdsløshedsperiode i 1877 erhvervede han sig ved faglærte venners hjælp tilstrækkelig teknisk færdighed til 1882 at kunne åbne et lille bogtrykkeri i København. Gennem Forening for Boghaandværk, som blev dannet 1888, fik han interesse for smukt trykte bøger. Han havde i magasinet The Studio læst om englænderen William Morris, der med sine arbejder og sine arbejdsmetoder indvarslede en ny bogtrykæra, og da Bernsteen 1895 fik et legat, rejste han til London og mødte Morris. På samme rejse besøgte han også  Musée Plantin-Moretus i Antwerpen, museet for bogtrykkeren Christophe Plantin. Han regnede ham for den gamle mester "... som efter hans eget Sigende først viste ham den Vej, han skulde følge." 
Bernsteen arbejdede sammen med flere af tidens kunstnere, blandt andet Thorvald Bindesbøll, Niels og Joakim Skovgaard, Knud V. Engelhardt, Valdemar Andersen.
Hans betydning for dansk bogtryk ligger i eksemplet: "... Det laa i Sagens Natur, at denne enkelte Mands Virksomhed, som han drev uden anden Hjælp end med en Datter, ikke kunde blive frugtbringende i samme Forstand som Forening for Boghaandværks og den til Foreningen knyttede Fagskoles; men de Værker, der udgik fra Simon Bernsteens Haandpresse gjorde deres til at sætte Kravene til det gode Haandværk op og til at højne Smagen. Han virkede mest ved Eksemplets Magt. ..."
Mange bogtrykkere fik blyforgiftning, det ramte også Bernsteen der i sine sidste år levede tilbagetrukket. Han nåede dog at opleve den hyldest der blev ham til del ved 70-årsdagen i 1920. Han døde senere samme år.